# Прери-Сити (Орегон)
Прери-Сити (англ. Prairie City) — город в США, в округе Грант штата Орегон. Население — 841 человек (2020).

## География
Прери-Сити расположен по координатам 44°27′40″ с. ш. 118°42′34″ з. д. (44.461101, -118.709380). По данным Бюро переписи населения США в 2010 году город имел площадь 2,57 км², вся площадь — суша.

## Демография
| Год переписи                          | Нас. |  | %±     |
| ------------------------------------- | ---- |  | ------ |
| 1870                                  | 100  |  | —      |
| 1880                                  | 235  |  | 135%   |
| 1890                                  | 222  |  | −5,5%  |
| 1900                                  | 213  |  | −4,1%  |
| 1910                                  | 348  |  | 63,4%  |
| 1920                                  | 643  |  | 84,8%  |
| 1930                                  | 438  |  | −31,9% |
| 1940                                  | 647  |  | 47,7%  |
| 1950                                  | 822  |  | 27%    |
| 1960                                  | 801  |  | −2,6%  |
| 1970                                  | 867  |  | 8,2%   |
| 1980                                  | 1106 |  | 27,6%  |
| 1990                                  | 1117 |  | 1%     |
| 2000                                  | 1080 |  | −3,3%  |
| 2010                                  | 909  |  | −15,8% |
| 2020                                  | 841  |  | −7,5%  |
| 1870–2020 Десятилетняя перепись в США |      |  |        |

Согласно переписи 2010 года, в городе проживало 909 человек в 402 домохозяйствах в составе 257 семей. Плотность населения составляла 354 человека/км². Было 476 квартир (185/км²).
Расовый состав населения:
| - 94,6 % — белых - 1,3 % — коренных американцев - 0,2 % — выходцев из тихоокеанских островов - 0,1 % — чёрных или афроамериканцев - 0,1 % — азиатов |

К двум или более расам принадлежало 3,3 %. Доля испаноязычных составляла 3,1 % всего населения.
По возрастному диапазону население распределялось следующим образом: 20,4 % — лица младше 18 лет, 54,0 % — лица в возрасте 18-64 лет, 25,6 % — лица в возрасте 65 лет и старше. Медиана возраста жителя составила 49,8 лет. На 100 человек женского пола в городе приходилось 97,2 мужчины; на 100 женщин в возрасте от 18 лет и старше — 98,9 мужчин также старше 18 лет.
Средний доход на одно домашнее хозяйство составил 41 225 долларов США (медиана — 30 625), а средний доход на одну семью — 50 380 долларов (медиана — 41 324). Медиана доходов составила 36 094 долларов для мужчин и 31 750 долларов для женщин. За чертой бедности находилось 17,8 % лиц, в том числе 20,5 % детей в возрасте до 18 лет и 8,3 % лиц в возрасте 65 лет и старше.
Гражданское трудоустроенное население составляло 296 человек. Основные отрасли занятости: сельское хозяйство, лесничество, рыбалка — 20,3 %, образование, здравоохранение и социальная помощь — 16,9 %, производство — 16,6 %.

## Комментарии
1. ↑  Годовой доход на человека, работавшего на полную ставку. Оценка в долларах по состоянию на 2015 год.